# Ferde
 Ferde (románul: Fârdea) község Romániában, a Bánságban, Temes megyében.

## Nevének változásai
1839, 1863-1900-ig Furdia, 1920-1941-ig Fârdia.
]

## Története
A trianoni békeszerződésig Krassó-Szörény vármegye Facsádi járásához tartozott.

## Népessége
- 1900-ban 3430 lakosából 3273 volt román, 76 német, 63 magyar és 18 egyéb anyanyelvű; 3290 ortodox, 104 római katolikus, 16 izraelita, 15 református, 3 evangélikus és 2 görögkatolikus vallású.
- 2002-ben az 1919 lakosából 1845 volt román,  48 cigány, 19 ukrán, 3 magyar, 1 német és 3 egyéb, 1688 ortodox, 84 pünkösdista, 122 baptista, 16 adventista, 3 görögkatolikus, 1 római katolikus, 1 református és 4 egyéb vallású illetve ateista.